# Ixocactus inornus
Ixocactus inornus là một loài thực vật có hoa trong họ Loranthaceae. Loài này được (B.L. Rob. & Greenm.) Kuijt mô tả khoa học đầu tiên năm 1991.